# Ž̆
Cette page contient des caractères spéciaux ou non latins. S’ils s’affichent mal (▯, ?, etc.), consultez la page d’aide Unicode.
Ž̆ (minuscule : ž̆), appelé Z caron brève, est un graphème utilisé comme lettre latine additionnelle dans la romanisation du gagaouze et du moldave écrit avec l’alphabet cyrillique. Il s’agit de la lettre Z diacritée d’un caron et d’un brève suscrit. 

## Utilisation
Dans la translittération CLDR, le Z caron brève ‹ ž̆ › translittère la lettre gagaouze et moldave jé brève ‹ ӂ ›.

## Représentations informatiques
Le Z caron brève peut être représenté avec les caractères Unicode suivants :
- composé (latin étendu A, diacritiques) :

| formes    | représentations | chaînes de caractères | points de code | descriptions                                      |
| --------- | --------------- | --------------------- | -------------- | ------------------------------------------------- |
| capitale  | Ž̆               | Ž◌̆                    | U+017D U+0306  | lettre majuscule latine z caron diacritique brève |
| minuscule | ž̆               | ž◌̆                    | U+017E U+0306  | lettre minuscule latine z caron diacritique brève |

- décomposé (latin de base, diacritiques) :

| Formes    | Représentations | Chaînes de caractères | Points de code       | Descriptions                                                  |
| --------- | --------------- | --------------------- | -------------------- | ------------------------------------------------------------- |
| capitale  | Ž̆               | Z◌̆                    | U+005A U+030C U+0306 | lettre majuscule latine z diacritique caron diacritique brève |
| minuscule | ž̆               | z◌̆                    | U+007A U+030C U+0306 | lettre minuscule latine z diacritique caron diacritique brève |